# Påtvingat försvinnande

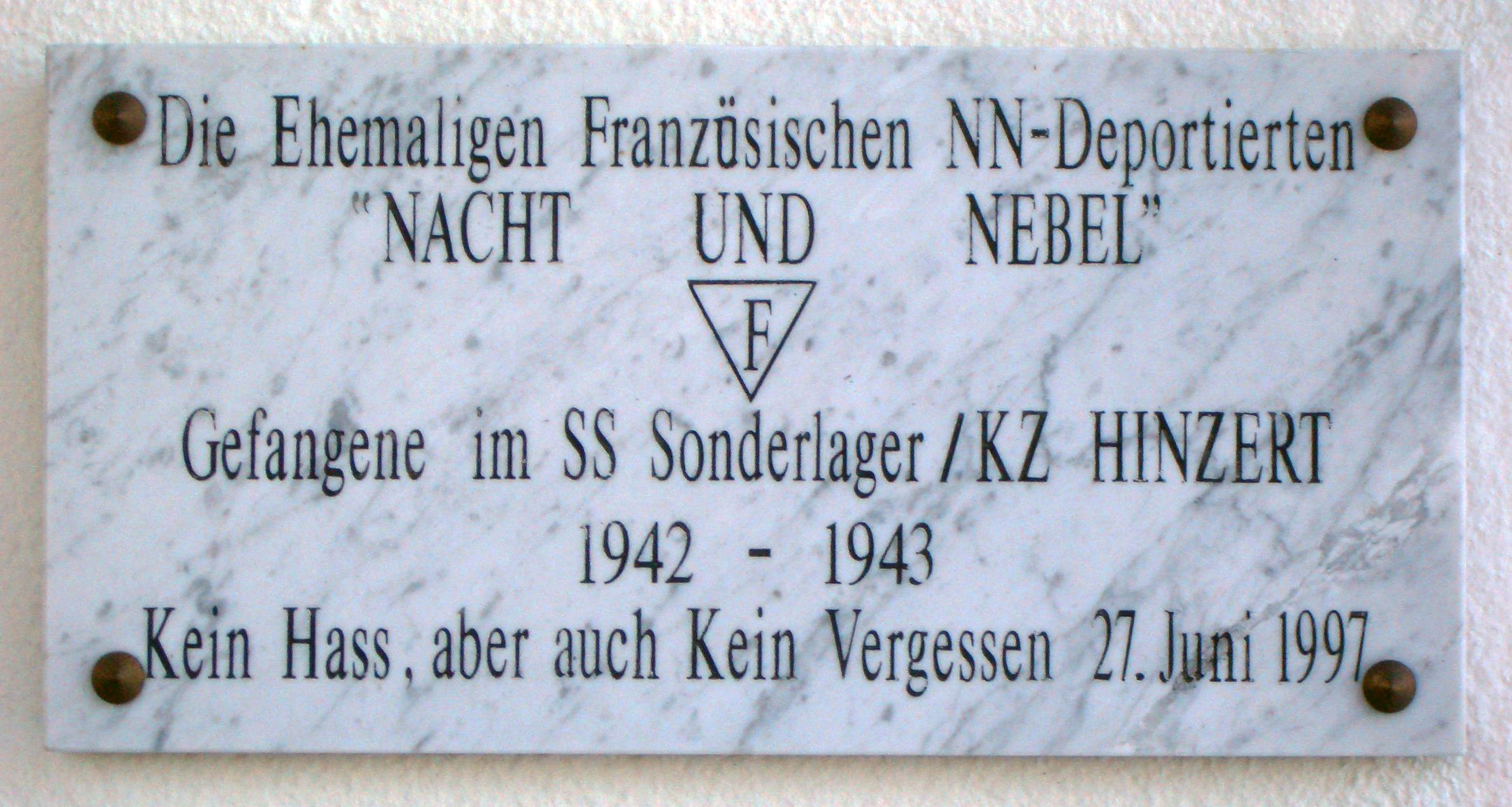
Minnesplakett för fransmän som försvunnit inom ramen för Tysklands Nacht und Nebel-dekret.

Påtvingat försvinnande är en term inom folkrätten för de fall då en person frihetsberövas av en stat eller politisk organisation, eller frihetsberövas av en tredje part med stöd eller tillstånd av en stat eller politisk organisation, samt att man därefter förnekar eller hemlighåller personens uppehållsort eller öde.

## Internationell rätt

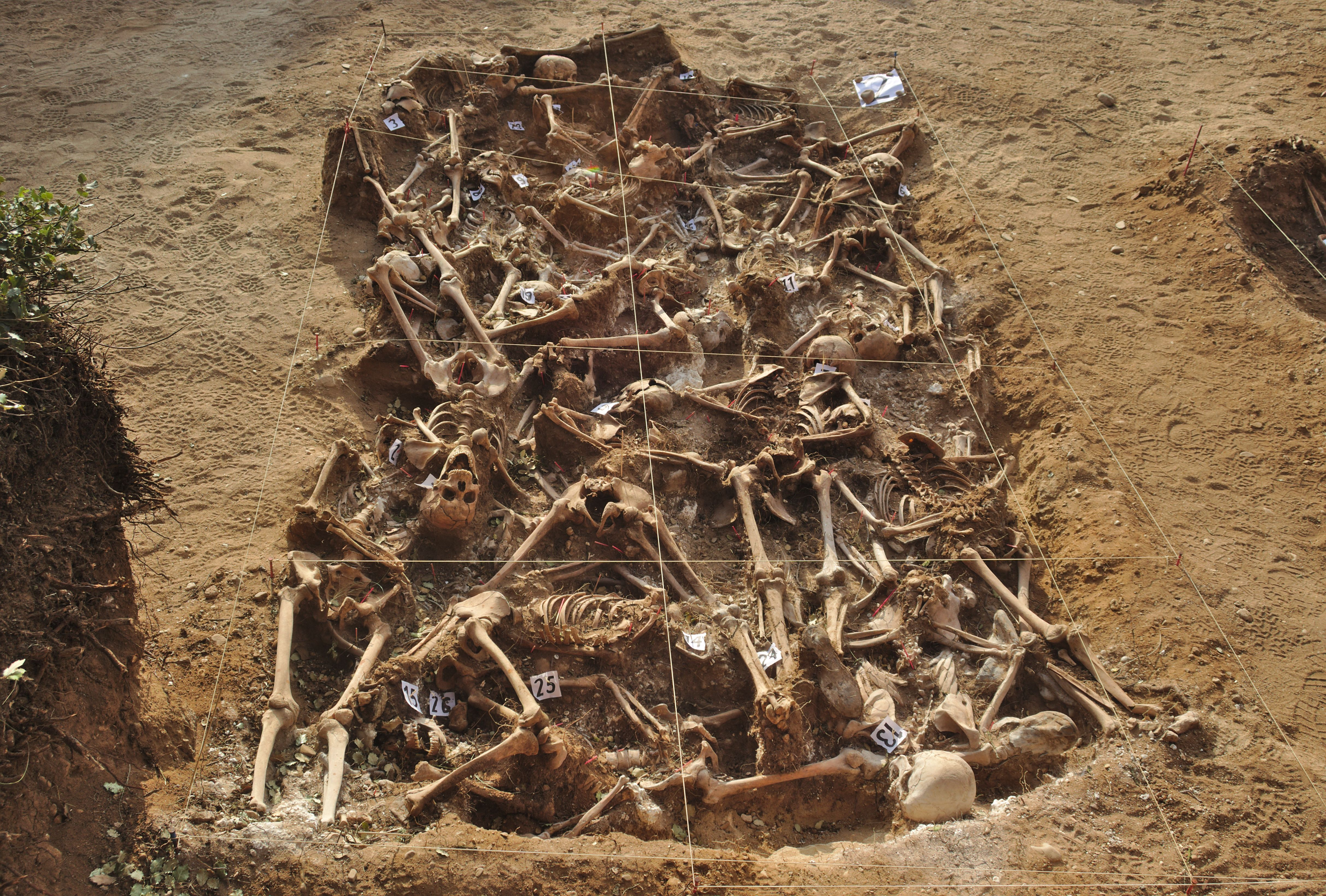
Massgrav för bortförda republikaner under spanska inbördeskriget.

Definitionen av påtvingade försvinnanden har tillkommit på 1900-talet och syftar inte på äldre tiders samhällen där härskare godtyckligt kunde beordra att undersåtar skulle föras bort i hemlighet. Sedan andra världskrigets slut har fenomenet beskrivits och definierats i juridiska sammanhang, och från 1970-talet och framåt även kritiserats internationellt. FN:s generalförsamling antog den 20 december 2006 Konventionen till skydd för alla människor mot påtvingade försvinnanden.
Enligt Romstadgan för Internationella brottmålsdomstolen som trädde i kraft den 1 juli 2002 räknas påtvingade försvinnanden, när de genomförs som del av en storskalig och systematisk attack mot en civilbefolkning, som brott mot mänskligheten och faller då under universell jurisdiktion utan preskription. Redan under krigsförbrytarrättegången i Nürnberg 1945–1946 hölls den tyske generalfältmarskalken Wilhelm Keitel ansvarig för påtvingade försvinnanden genomförda av Tyskland under andra världskriget (Nacht und Nebel), men han dömdes på den punkten för brott mot krigets lagar istället för brott mot mänskligheten.

## Historiska exempel

### Andra världskriget och efterkrigsåren
Tyska riket utfärdade år 1941 det dekret som kom att betecknas Nacht und Nebel, som syftade till att kväsa motståndsrörelser i de ockuperade delarna av Europa. Lagtexten gjorde gällande att motståndsmän skulle frihetsberövas och straffas i hemlighet. Åren 1945–1949 försvann uppemot 150 000 personer i den sovjetiska ockupationszonen och de tysktalande områdena öster om Oder–Neisse-linjen, varav åtminstone 43 000 dog i den sovjetiska säkerhets- och underrättelsetjänsten NKVD:s många arbetsläger.

### Kalla kriget
Under algeriska frihetskriget var påtvingade försvinnanden en integrerad del av den franska upprorsbekämpningen och särskilt utbrett i huvudstaden Alger. Den franske översten Roger Trinquier författade i samband med detta sina världskända teorier, sammanställda i boken La guerre moderne, om upprorsbekämpning och asymmetrisk krigföring. Han menade bland annat att utbrett bruk av tortyr och påtvingade försvinnanden var fullt legitima metoder för att slå ner allt motstånd.
Trinquiers idéer skulle senare anammas av amerikanerna i Vietnamkriget, men även i militäroperationer mot den politiska vänstern i Latinamerika. Mest känd är Operation Condor där de sydamerikanska militärjuntorna i samarbete med CIA bidrog till tusentals fall av påtvingade försvinnanden. Den argentinska militärjuntans kamp för att utplåna vänsteroppositionen kom att kallas det smutsiga kriget just på grund av de tusentals meningsmotståndare som försvann spårlöst.
| ”                                                              | De är varken levande eller döda. De är försvunna. | „ |
| – Argentinas militärdiktator Jorge Videla, 1979. Översättning. |                                                   |   |